# Anatoli Šmigun
Anatoli Šmigun (russisch Анатолий Иванович Шмигун Anatoli Iwanowitsch Schmigun; * 5. Dezember 1952 in Slatoust, Russische SFSR, Sowjetunion) ist ein estnischer Skilanglauftrainer und ehemaliger sowjetischer Skilangläufer. Der Junioreneuropameister von 1972 ist seit 1999 Trainer des Teams Šmigun, zu dem auch seine Tochter Kristina gehört.

## Leben
Anatoli Šmigun, der 1969 seine Schulausbildung an der Sportschule in Ufa beendet hatte, heiratete 1975 die sowjetisch-estnische Skilangläuferin Rutt Rehemaa, mit der er dann seit 1976 im estnischen Tartu lebte. Die gemeinsamen Töchter Kristina und Katrin sind bzw. waren ebenfalls aktive Skilangläufer. Seit 1995 besitzt Šmigun die estnische Staatsbürgerschaft und lebt aktuell mit seiner Familie in Otepää. Nach dem Olympiasieg seiner Tochter Kristina wurde Šmigun im März 2006 vom estnischen Präsidenten Ilves mit der höchsten staatlichen Auszeichnung, dem Orden des weißen Sterns dritter Kategorie, ausgezeichnet.

## Sportliche Karriere
Šmigun gewann bei der Juniorenweltmeisterschaft 1972 die Goldmedaille über die Distanz von 10 Kilometern und mit der sowjetischen Staffel. 1976 und 1979 gewann er den sowjetischen Meistertitel über die 70-Kilometer-Distanz. Von 1974 bis 1977 gehörte er zur sowjetischen Nationalmannschaft. Nachdem er 1976 Landesmeister über 70 Kilometer und Vizemeister über die 50 Kilometer wurde, gehörte er zum Aufgebot der sowjetischen Mannschaft für die Olympischen Winterspiele in Innsbruck. Er wurde jedoch nicht für den Wettbewerb über 50 Kilometer nominiert und an seiner Stelle startete Jewgeni Beljajew, der über 15 Kilometer die Silbermedaille gewonnen hatte. Beljajew erreichte jedoch nur den 38. Platz. 1978 gewann Anatoli Šmigun wie auch seine Frau Rutt den Tartu Maraton. Von 1977 bis 1982 gewann er sieben Titel bei estnischen Meisterschaften.

## Trainerkarriere
Nach seiner sportlichen Karriere absolvierte Šmigun 1977 und 1988 eine Trainerausbildung am Moskauer Institut für Körperkultur und Sport. Von 1982 bis 1986 arbeitete er als Trainer bei seinem früheren Sportclub Dynamo. Šmigun, der auch seine beiden Töchter trainierte, ist seit 1986 als Trainer für den estnischen Skiverband tätig. 1999 entschied die Familie Šmigun aufgrund der geringen Mittel des estnischen Skiverbandes ein eigenes privates Team Šmigun zu gründen, zu dem später auch Anatoli Šmiguns Neffe Aivar Rehemaa dazu stieß. Von 1993 bis 1994 war er für die estnische Frauennationalmannschaft zuständig. Aufgrund von Streitigkeiten mit den Athletinnen gab er diesen Posten jedoch nach einem Jahr wieder auf und ist seit dem ausschließlich als Trainer für das Team Šmigun tätig, das ein Teil der estnischen Nationalmannschaft darstellt.

## Auszeichnungen
- estnischer Trainer des Jahres 1998 und 2006[3]
- Orden des weißen Sterns dritter Kategorie (März 2006)
- Orden des Estnischen Roten Kreuzes Kategorie Medaille (Februar 2001)[4]